# Refugio Contrahierbas
El refugio Contrahierbas es un albergue de montaña situado en las faldas del nevado Cajavilca, perteneciente al macizo Contrahierbas a 4200 m s. n. m., en el parque nacional Huascarán, departamento de Áncash, Perú. Tiene una capacidad de 30 plazas y es el punto de partida para ascender al pico Cajavilca y visitar ruinas precolombinas.
Forma parte del grupo de 5 refugios construidos por los voluntarios peruanos e italianos de la Operación Mato Grosso dentro del programa Don Bosco en los Andes encabezado por el sacerdote italiano Ugo de Censi. En su construcción se utilizaron las técnicas arquitectónicas de los refugios alpinos.
Pueblos cercanos:
- Yanama: pueblo capital del distrito de Yanama, se ubica a 1 hora de camino del refugio.
- Sapchá: pueblo del distrito de Acochaca, se localiza a 3 horas de camino del refugio.